# シュテファン・シュタインベック
シュテファン・シュタインベック（Stefan Steinweg、1969年2月24日 - ）は、ドイツ、ドルトムント出身の元自転車競技選手。

## 来歴
1986年
- ジュニア世界選手権自転車競技大会 ポイントレース 優勝

1987年
- ジュニア世界選手権自転車競技大会 ポイントレース 2位

1990年
- トラックレース世界選手権
  - 団体追抜 2位

1991年
- トラックレース世界選手権
  -  アマ・団体追抜 優勝（+ ミヒャエル・グレックナー、イェンス・レーマン、アンドレアス・ヴァルツァー）

1992年
- バルセロナオリンピック
  -  団体追抜 優勝（+ ギド・フルスト、アンドレアス・ヴァルツァー、ミヒャエル・グレックナー、イェンス・レーマン）

1998年
- トラックレース世界選手権
  - マディソン 3位
- UCIトラックワールドカップ1998
  - ヴィクトリア - 個人追抜 優勝

1999年
- UCIトラックワールドカップ1999
  - カリ - 個人追抜 優勝

2000年
- トラックレース世界選手権
  -  マディソン 優勝（+ エリック・ヴァイシュプフェニング）
  - 個人追抜 2位

2001年
- トラックレース世界選手権
  - 個人追抜 3位

2002年
- トラックレース世界選手権
  - スクラッチ 3位

2009年に引退。